# Fri Art Kunsthalle
Fri Art Kunsthalle ist eine Kunsthalle in Freiburg im Üechtland. Im Museum werden nicht nur zeitgenössische Kunstwerke ausgestellt, sondern das Museum vergibt auch Aufträge.

## Lage
Das Museum befindet sich unweit der Talstation der Standseilbahn nahe bei der Saane und wird dem Verein Fri-Art von der Stadt zur Verfügung gestellt.

## Geschichte
Zur 500-Jahr-Feier des Beitritts des Kantons Freiburg zur Schweiz wurde 1981 in der Stadt Freiburg eine Ausstellung mit zeitgenössischer Kunst durchgeführt. Die Organisatoren dieser Ausstellung verfolgten danach das Ziel, in der Stadt Freiburg eine feste Einrichtung für moderne Kunst errichten zu können. Am 10. November 1990 wurde Fri Art mit einer Performance der irischen Künstlerin Tara Babel und Filmen von Roman Signer eröffnet.
Das Museum wurde von 1990 bis 2002 von Michel Ritter geleitet, von 2002 bis 2007 von Sarah Zürcher und anschließend bis Ende 2012 von Corinne Charpentier. Von 2013 bis 2019 war Balthazar Lovay (* 1978) künstlerischer Direktor. Seit Juni 2019 ist Nicolas Brulhart künstlerischer Leiter.
Seit der Gründung im Jahr 1981 hat Friart über 160 Ausstellungen und 30 Projekte außerhalb der Kunsthalle organisiert. Durch ihren Abenteuergeist und der globalen Reichweite des kuratorischen Programms, hat die Friart internationale Anerkennung erlangt. Sie versammelt aufstrebende, nationale und internationale Künstler und präsentiert historische Untersuchungen, die sich mit der (Wieder-)Entdeckung von zu wenig beachteten Künstler und Werken, parallelen Geschichten, alternativen Kulturen sowie Ausdrucksweisen befassen.

## Ausstellungen (Auswahl)

### 2022
- 10.06.–31.07.: Georgia Sagri, Case_L

- 19.02.–08.05.: La réforme de Pooky

### 2021
- 03.10.–09.01.: Michel Ritter, Air Power = Peace Power
- 03.10.–09.01.: Ceylan Öztrük, Matter of Non
- 05.09.–06.09.: Josef Felix Müller, Drei Nächte drei Bilder
- 27.08.–27.10.: Friart est né du vide. L'esprit d'une Kunsthalle, MAHF Museoscope
- 27.08.–27.10.: Eliane Laubscher, Friart vu par Eliane Laubscher, MAHF Museoscope
- 19.06.–25.07.: Soraya Lutangu Bonaventure, Alfatih, Window Seat
- 05.06.–31.07.: Hamishi Farah, Dog Heaven 2, How Sweet the Wound of Jesus Tastes
- 04.04.–23.05.: Second
- 13.03.–06.06.: Guillaume Dustan, Les films de Guillaume Dustan (2000–2004)

### 2020
- 11.12.–21.03.: Giulia Essyad, A Selene Blues
- 11.12.–16.01.: Thomas Kern, je te regarde et tu dis - Enquête photographique fribourgeoise
- 05.09.–04.11.: Calla Henkel & Max Pitegoff, German Theater 2010–2020
- 08.08.–23.08.: Plattform 20
- 10.06.–05.07.: H or the audience
- 01.02.–29.03.: Dorota Gawęda, Eglė Kulbokaitė, Mouthless
- 01.02.–29.03.: Ketty La Rocca, Dal momento il cui...

- 2007: L’âge critique – Christian Bovey, Happypets, Genêt Mayor, Daniel Ruggiero, Nicolas Savary
- 2008: Yellow Outline – Peter Coffin
- 2009: 100 fleurs épanouies – Delphine Reist
- 2010: Corporate Everything – Francis Baudevin, Liam Gillick, Swetlana Heger, Jean-Charles Massera, Julien Prévieux, Hugo Pernet, Carey Young
- 2011: Paysages avec objets absents – Nina Beier & Maria Lund, Pierre Bismuth, Ariane Epars, Ryan Gander, Mario García Torres, Joana Hadjithomas & Khalil Joreige, Véronique Joumard, Roman Ondák, Dominique Petitgand
- 2012: Contre l’histoire – Yael Bartana, Michael Blum, Mark Boulos, Canan, Judi Werthein
- 2013: Hannah Weinberger
- 2014: Jason Loebs – Pierre-Yves Massot – Neïl Beloufa
- 2015: Pascal Vonlanthen
- 2015: Larry Clark: Tulsa
- 2016: Eduardo Paolozzi